# Christian Hörl (Bildhauer)
Christian Hörl (* 1961 in Augsburg) ist ein deutscher Bildhauer und Konzeptkünstler. Er lebt und arbeitet in Ruderatshofen im Allgäu. Mit seinen Arbeiten und Ausstellungen ist Hörl im bayerisch-schwäbischen Raum besonders präsent.

## Werdegang
Christian Hörl wurde 1961 in Augsburg geboren. Das Abitur erwarb er in Kempten (Allgäu). Von 1984 bis 1990 studierte er an der Akademie der Bildenden Künste München als Schüler der Bildhauerklasse von Leo Kornbrust. Im Rahmen eines Arbeitsstipendiums der Kunstakademie war er 1987 in Carrara. 1991 erhielt er vom Deutsch-Französischen Jugendwerk ein sechsmonatiges Stipendium für Bordeaux. Es folgten noch weitere Auslandsaufenthalte, 1992 ein vom Deutsch-Französischen Kulturrat vermitteltes Arbeitsstipendium in La Rochelle, 1993 ein Arbeitsaufenthalt am Cité Internationale des Arts in Paris und 1996 an der Association of Reykjavík Sculptors in Reykjavík, Island.

## Künstlerisches Wirken
Der Künstler, der schon mit mehreren Preisen ausgezeichnet wurde, befasst sich überwiegend mit den Disziplinen Bildhauerei, Installation und Fotografie. Als Titel bzw. Themen von Projekten wählte er beispielsweise Leibeserziehung oder Kultur ist Triebverzicht, ein Zitat von Sigmund Freud.
Zahlreiche Einzelausstellungen und Ausstellungsbeteiligungen des Künstlers haben stattgefunden. Ferner sind Arbeiten von Christian Hörl im öffentlichen Raum zu besichtigen. Im H2 – Zentrum für Gegenwartskunst in Augsburg ist er mit mehreren Werken vertreten.
2003/2004 erregte er mit dem Projekt Von drinnen und draussen, das er gemeinsam mit seinen Künstlerkollegen Waltraud Funk und Gerhart Kindermann durchführte, erhöhte Aufmerksamkeit. In diesem „interaktiven Projekt“ wurden sowohl Gefangene der neu erbauten Justizvollzugsanstalt Kempten (Allgäu), als auch die Öffentlichkeit miteinbezogen. Anne-Cecile Foulon vom Kunsthaus Kaufbeuren schrieb dazu: „Das Kunstwerk von Waltraud Funk, Christian Hörl und Gerhart Kindermann setzt die Tradition der Prozesskunst und der ‚sozialen Plastik‘ fort. Wie früher Joseph Beuys fordern die drei Künstler die Menschen zum kreativen Gestalten auf, fordern sie dazu auf, ihre Sinne zu aktivieren, die Wahrnehmung ihrer Umwelt in einem Kunstwerk umzusetzen und weiter darüber zu reflektieren.“ Es entstanden eine 22 × 2 m große Bildwand für den Speisesaal der Gefangenen, eine Ausstellung im Hofgartensaal der Residenz Kempten, in der sich auch das Landgericht befindet, und ein Buch mit Berichten der Insassen zu ihrer Situation und einer Auswahl von Bildern.

### Arbeiten im öffentlichen Raum (Auswahl)
- 1995 München, Klinikum rechts der Isar
- 1996 Kempten (Allgäu), ZAK Energie (Zweckverband für Abfallwirtschaft)
- 1998 Augsburg, Pankratiusschule
- 1999 Fürstenfeldbruck, neue Sparkasse
- 1999 Bad Wörishofen, Brunnen
- 2000 Augsburg, Krankenpflegeschule, Klinikum Augsburg
- 2002 Augsburg, Strafjustizgebäude
- 2002 Augsburg, Industrie und Handelskammer
- 2003 Kempten (Allgäu), neues Gefängnis
- 2003 Augsburg, Landesversicherungsanstalt
- 2003 Fürstenfeldbruck, neues Landratsamt
- 2003 München, Fußgängerunterführung Parkstadt Schwabing: Allgäu / Südafrika (Zweiteilige Fotoinstallation in Leuchtkästen)[2]
- 2016 Tutzing, Evangelische Christuskirche

### Einzelausstellungen (Auswahl)
- 1992 München, Ladengalerie Lothringerstraße
- 1992 Wolnzach, WA-Galerie Kastner *
- 1993 Füssen, Kunstraum Maurer
- 1994 Ulm, Kunstraum
- 1994 München, Galerie Kunst und Kommunikation
- 1995 Tettnang, Galerie im Torschloß
- 1995 Augsburg, Ecke Galerie *
- 1998 Ulm, Galerie im Kornhaus
- 1998 Bludenz, Städtische Galerie
- 1998 München, Galerie Kunst und Kommunikation
- 2000 Augsburg, Neue Galerie im Höhmannhaus *

### Ausstellungsbeteiligungen (Auswahl)
- 1988 München, Künstlerwerkstatt: Sichanfangen
- 1991 München, Galerie der Künstler: Die ersten Jahre der Professionalität *
- 1992 Augsburg, Galerie im Schaezlerpalais
- 1993 München, Installation für den Evangelischen Kirchentag *
- 1993 Ravensburg, Städtische Galerie Altes Theater: Bodensee Kunstpreisträger *
- 1993 Kaufbeuren, Schraderschule: Schwindlichtes *
- 1994 Paris, Salon de Montrouge *
- 1994 München, Botanischer Garten *
- 1995 Bregenz, Palais Thurn und Taxis
- 1995 Passau, Domschatzmuseum: Zum Barock *
- 1997 Warth, Kunstmuseum des Kantons Thurgau, Kartause Ittingen: Andere Orte. Öffentliche Räume und Kunst
- 1998 Eislingen, Kunstverein: Heimat
- 1999 Bregenz, Kunsthaus: Kunst in der Stadt 3 – Naturally Art
- 1999 Berlin, Galerie Biermann
- 2003 Passau, Kunstverein

Anmerkung: Bei mit * markierten Ausstellungen existiert ein Katalog.

## Preise und Auszeichnungen
- 1992 Preis der Internationalen Bodensee Kulturkonferenz
- 1998 Förderpreis der Stadt Augsburg
- 1999 Kunstpreis der Stadt Kempten (Allgäu)
- 2007 Kollegenpreis BBK (Berufsverband Bildender Künstler) Schwaben-Süd[3]
- 2010 Johann-Georg-Fischer-Kunstpreis der Stadt Marktoberdorf[4]